# Torre dei Gianfigliazzi
La Torre dei Gianfigliazzi est une Maison-Tour médiévale située sur la Via Tornabuoni dans le centre historique de Florence, en Italie. Elle est adjacente à la basilique de Santa Trinita. Elle abrite désormais un hôtel.

## Histoire
Une grande tour-résidence avait été construite à l'époque médiévale pour la famille Guelfe des Ruggerini, puis totalement démolie après que les Guelfes aient été expulsés de Florence en 1260. Reconstruite, elle a été acquise par les Fastelli, puis, à la fin du 14e siècle, aux Gianfigliazzi, qui l'ont possédée jusqu'à leur extinction en 1760.
Au début du XIXe siècle, elle était utilisée par les notables de l'Académie, et a abrité des personnalités telles que Alessandro Manzoni, Louis Bonaparte et Vittorio Alfieri. En 1841, elle a été entièrement rénovée, avec l'ajout de merlons inspirés par la proximité du Palazzo Spini Feroni et l'ouverture de nouvelles fenêtres.

## Sources
- Lara Mercanti et Giovanni Straffi, Le torri di Firenze e del suo territorio, Florence, Alinea, 2003